# イタリアの星勲章
イタリアの星勲章(イタリア語：Ordine della Stella d'Italia )は、イタリアの勲章のひとつである。叙勲対象となるのは、イタリアを離れたイタリア国民や外国人である。
2011年にイタリア連帯の星勲章を廃止・再編し制定された。第11代イタリア大統領ジョルジョ・ナポリターノによって行われたこの再編は、従来の目的であったイタリアの戦後復興から、他国との友好関係・協力を推進発展させることへ重点を移すためのものであった。

## グレード
|                    |                     |                          |                                  |                                              |                                                               |
| Ribbons            |                     |                          |                                  |                                              |                                                               |
| Cavaliere (Knight) | Ufficiale (Officer) | Commendatore (Commander) | Grande ufficiale (Grand Officer) | Cavaliere di gran croce (Knight Grand Cross) | Cavaliere di gran croce d'onore (Knight Grand Cross of Honor) |